# Melissa Humana-Paredes
Melissa Humana-Paredes (Toronto, 10 d'octubre de 1992) és una jugadora de voleibol platja canadenca, que està associada amb Sarah Pavan. Juga com a defensa esquerra. La parella va guanyar la medalla d'or femenina al Campionat del Món de voleibol platja 2019.

## Biografia
Nascuda a Toronto, Ontario, Humana-Paredes és la filla menuda de dos expatriats xilens, la ballarina Myriam Paredes i el jugador de voleibol Hernán Humaña, que va formar part de la selecció nacional i després va entrenar als canadencs John Child i Mark Heese, qui aconseguiren la medalla de bronze a la Jocs Olímpics de 1996. Humana-Paredes va començar a jugar a voleibol platja als 12 anys i quatre anys més tard ja representava el Canadà a nivell internacional. També va jugar a voleibol indoor competitiu per a Storm Volleyball. Després va assistir a la Universitat de York, especialitzant-se en comunicacions mentre jugava a voleibol CIS per als York Lions durant quatre temporades, entre el 2010 i el 2014.

## Carrera
El 2011, va guanyar una medalla de plata al Campionat del Món FIVB de voleibol platja sub-21, fent parella amb Victoria Altomare. Anys més tard, mentre Hernan parlava amb l'entrenador de voleibol Garth Pischke, va saber que la seua filla Taylor volia jugar al voleibol platja i va suggerir que les dos xiques s'uniren com a equip. Totes dos van ser entrenades per John Child. La nova parella va guanyar la medalla de bronze al Campionat del Món sub-23 i Melissa fou nomenada millor novata femenina del 2015 per la Federació Internacional de Voleibol.
Humana-Paredes va competir en diversos esdeveniments de Grand Slam i Copa del Món, arribant als huitens de final del Campionat del Món de voleibol platja de 2015, i a les semifinals dels Jocs Panamericans de 2015. Del 23 al 28 d'agost de 2016, va competir amb Pischke al Grand Slam de Long Beach, Califòrnia. Jugant al Grup A, van perdre contra Maria Antonelli i Lili de Brasil (21–11, 23–21), i April Ross i Kerri Walsh Jennings dels Estats Units (21–16, 21–17) en sets seguits. Jugant contra les brasileres Carol i Ana Patrícia, van guanyar en sets seguits (21–19, 26–24), col·locant-les en tercera posició del Grup A.
Humana-Paredes i Pavan van guanyar la medalla d'or al Campionat del Món de voleibol platja 2019, derrotant l'equip nord-americà d'April Ross i Alix Klineman en sets directes 2-0 (23-21, 23-21); obtenint la primera medalla del Canadà a l'esdeveniment. La victòria les va classificar automàticament per als Jocs Olímpics de Tòquio 2020. Van aconseguir més èxits a la FIVB aquell estiu amb victòries addicionals en tornejos a l'Open d'Edmonton a finals de juliol, i al Major de Viena a principis d'agost. Aquelles victòries del circuït de la FIVB van ampliar-se amb l'èxit al circuït de l'AVP, amb victòries addicionals sobre Ross i Klineman tant al Manhattan Beach Open a mitjans d'agost, com al Hawaii Open a finals de setembre.
Humana-Paredes i Pavan van ser nomenades a l'equip olímpic canadenc per als Jocs Olímpics d'estiu de 2020 a Tòquio, que la pandèmia de la COVID-19 va provocar que no es disputara fins al 2021. Les dos van quedar invictes durant la fase de grups, guanyant tots els sets. Entrant a les rondes eliminatòries com a cap de sèrie, van derrotar l'equip espanyol, format per Liliana/Baquerizo, als huitens de final. En els quarts de final, un emparellament igual al de la final dels Jocs de la Commonwealth amb les australianes Clancy/Artacho del Solar, va suposar la seua eliminació al perdre l'encontre per dos sets a un.